# 브로니스와프 말리노프스키

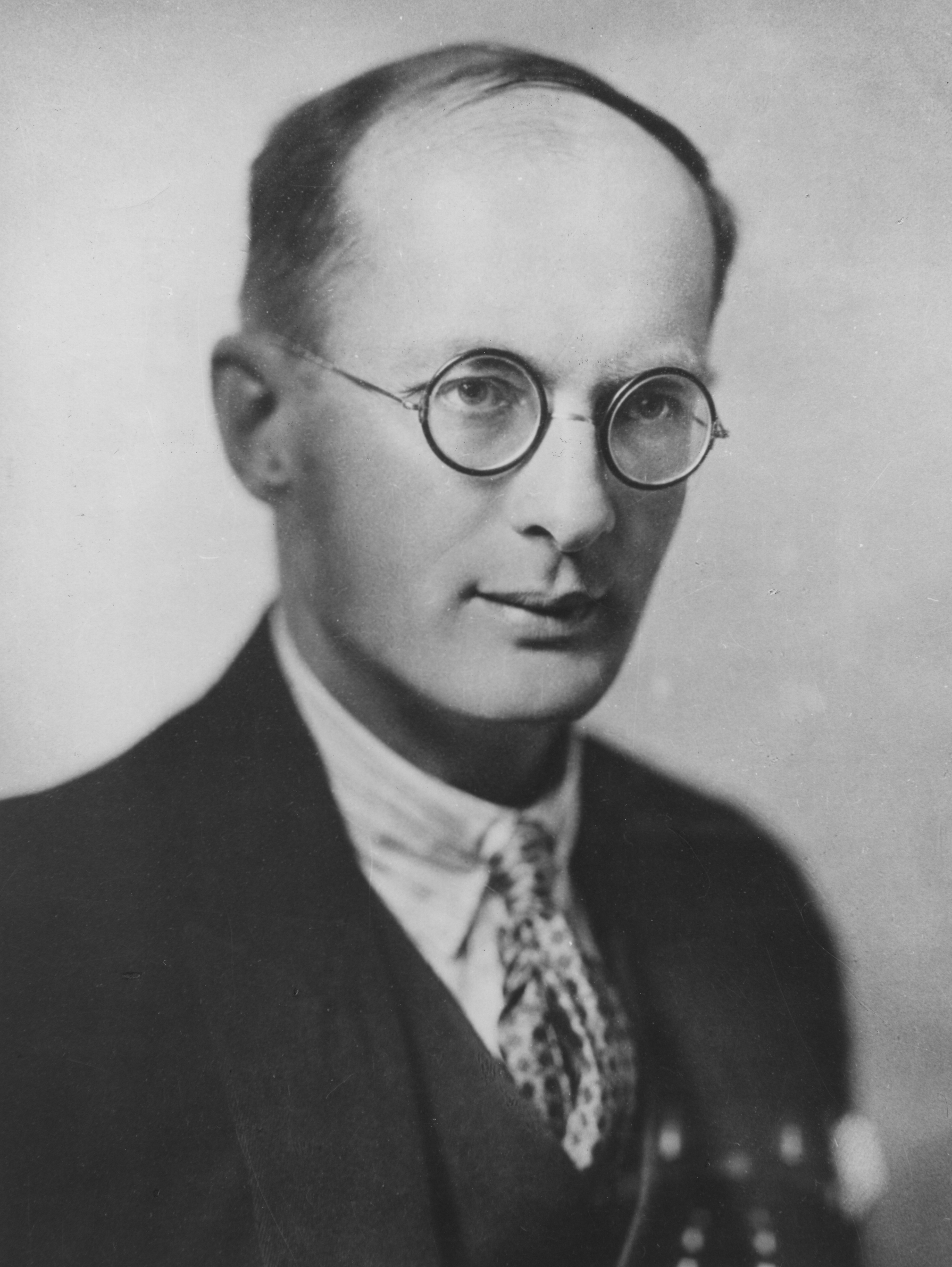

브로니스와프 카스페르 말리노프스키(폴란드어: Bronisław Kasper Malinowski, 1884년 4월 7일 ~ 1942년 5월 16일)는 폴란드 태생의 영국 인류학자이다. 런던 대학에서 사회인류학 교수, 후에 예일 대학의 초빙교수를 지냈으며, 뉴기니 동북의 트로브리안드 등의 여러 섬의 실지 조사에 근거하여, '서태평양의 항해자' 이하 제연구로 인류학에 기능주의의 새로운 방향을 열었다. 또한 민족지 연구, 사회 이론, 현지 조사(field research) 에 관한 저술은 인류학 분야에 지속적인 영향을 미쳤다.
말리노프스키는 당시 오스트리아령 분할 폴란드 지역이었던 크라쿠프에서 태어나고 자랐다. 그는 얀 3세 소비에스키 제2고등학교를 졸업했다. 1902년부터 1906년까지 야기엘론 대학교 철학부에서 수학했고, 1908년에 박사 학위를 받았다. 1910년에는 런던 정치경제대학교(LSE) 에서 교환과 경제에 대해 연구하며, 오스트레일리아 원주민 사회를 민족지 문서를 통해 분석했다.
1914년, 그는 오스트레일리아로 건너가 트로브리안드 제도 및 뉴기니와 멜라네시아 지역에서 여러 해에 걸쳐 현지 조사를 수행하며 토착 문화를 연구했다.
제1차 세계대전 이후 영국으로 돌아온 말리노프스키는 자신의 대표작인 『서태평양의 항해자들(Argonauts of the Western Pacific)』(1922)을 출간했고, 이 책은 그를 유럽에서 가장 중요한 인류학자 중 한 사람으로 자리매김하게 했다. 그는 LSE에서 강사 및 인류학 교수로 재직하며 많은 학생들에게 영향을 미쳤고, 영국 사회 인류학의 발전에 크게 기여했다.
이후 그는 여러 미국 대학에서 객원 강의를 했으며, 제2차 세계대전이 발발하자 미국에 머무르며 예일대학교에서 교수직을 수락했다. 그는 1942년에 사망하였고, 미국에 안장되었다. 1967년, 그의 두 번째 아내 발레타 스완(Valetta Swann) 이 말리노프스키가 멜라네시아와 뉴기니에서의 현지 조사 중 남긴 개인 일기를 출간했는데, 이는 민족 중심주의적이고 자기 중심적인 내용 때문에 논란이 되었다.
그가 조사한 트로브리안드 제도의 민족지는 쿨라 교환(Kula ring) 이라는 복잡한 제도를 기술했으며, 이는 이후 호혜성(reciprocity) 및 교환 이론의 기초가 되었다. 그는 현지 조사 능력이 탁월한 인류학자로 널리 인정받았고, 참여 관찰(participant observation) 개념을 널리 보급하며 초기 인류학의 현지 조사 방법론을 정립한 인물로 평가된다.
그의 사회 이론은 심리학적 기능주의(psychological functionalism) 로 불리며, 이는 사회 및 문화 제도가 인간의 기본적인 욕구를 충족시키기 위해 작동한다는 관점을 강조한다. 이는 사회 전체에 대한 기능을 강조한 A. R. 래드클리프-브라운(Radcliffe-Brown) 의 구조 기능주의(structural functionalism) 와는 대조적인 관점이었다.

## 전기

### 초기 생애
말리노프스키는 폴란드 슈라흐타(szlachta, 귀족) 출신으로,:1013 1884년 4월 7일 오스트리아가 분할 통치하던 크라쿠프(Kraków)에서 태어났다. 이 지역은 과거 폴란드-리투아니아 연방의 일부였으나, 당시에는 오스트리아-헝가리 제국의 갈리치아와 로도메리아 왕국(Kingdom of Galicia and Lodomeria)이라는 지방의 일부였다.:332
그의 아버지 루치안 말리노프스키(Lucjan Malinowski)는 야기엘로니안 대학교(Jagiellonian University)의 슬라브어 문헌학 교수였으며, 어머니는 지주 가문의 딸이었다. 말리노프스키는 어릴 적부터 병약하고 건강이 좋지 않았지만 학업 성적은 뛰어났다. 1902년 5월 30일, 그는 얀 3세 소비에스키 중등학교(Jan III Sobieski Secondary School)에서 우수한 성적으로 마투라 시험(matura examinations)을 통과하였고, 그해 말에는 크라쿠프 야기엘로니안 대학교 철학부에 입학하여 처음에는 수학과 자연과학을 전공했다.:332:137
그러나 대학 재학 중에 그는 심각한 질병(결핵일 가능성이 있음)에 걸려 요양해야 했고, 회복하는 동안 사회과학에 대한 관심이 커지면서 철학과 교육학 수업을 수강하게 되었다.:332–333  1908년, 그는 야기엘로니안 대학교에서 철학 박사 학위를 받았으며, 박사 논문 제목은 "사고의 경제 원리(On the Principle of the Economy of Thought)"였다.:333:137
학생 시절, 그는 해외여행에 관심을 가지게 되었고, 핀란드, 이탈리아, 카나리아 제도, 서아시아, 북아프리카 등을 방문했다. 이들 여행 중 일부는 건강상의 이유도 포함되어 있었다.:333  그는 또한 1909년에서 1910년경에 라이프치히 대학교(University of Leipzig)에서 세 학기를 수학했으며, 그곳에서 경제학자 카를 뷔허(Karl Bücher)와 심리학자 빌헬름 분트(Wilhelm Wundt)에게 배웠고, 인류학자 하인리히 슈르츠(Heinrich Schurtz)의 저작도 연구했다.:333:137
그는 제임스 프레이저(James Frazer)의 저서 《황금가지(The Golden Bough)》를 읽은 후, 인류학자가 되기로 결심했다.:9:137
1910년, 그는 영국으로 건너가 런던정경대(London School of Economics, LSE)에서 대학원생으로 공부를 시작했으며, 그곳에서의 주요 지도 교수는 C. G. 셀리그먼(C. G. Seligman)과 에드바르드 베스테르마르크(Edvard Westermarck)였다.:333:162

### 경력
1911년, 말리노프스키는 폴란드어로 된 첫 학술 논문 「토테미즘과 외혼제」를 Lud에 발표했다. 다음 해에는 첫 영어 논문을 출판했으며, 1913년에는 첫 저서 호주 원주민 사회의 가족을 출간했다. 같은 해, 그는 런던정경대에서 처음으로 강의를 하였으며, 종교 심리학과 사회 심리학과 관련된 주제를 다루었다.:333

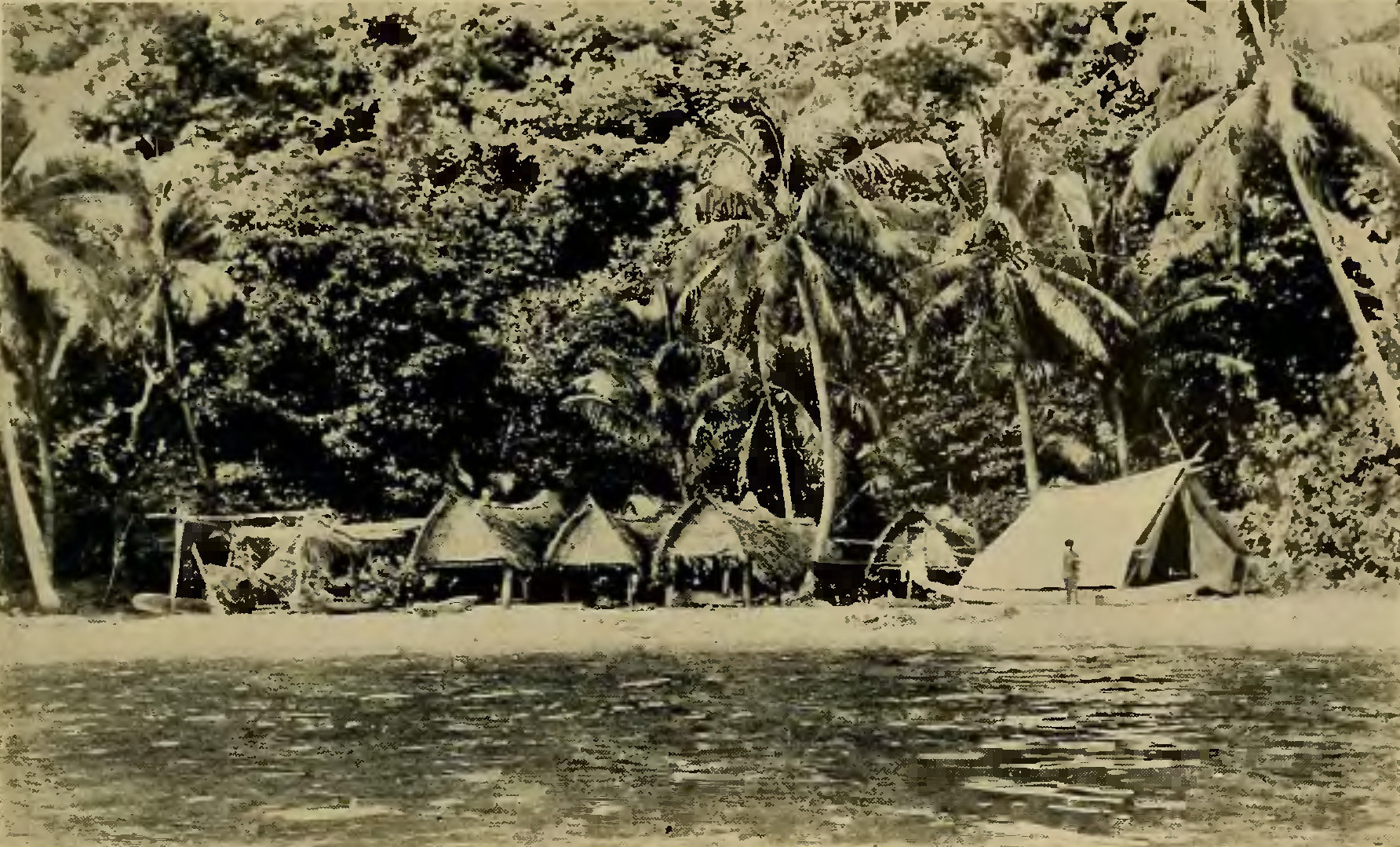
1922년 출간된 말리노프스키의 『서태평양의 항해자들』(Argonauts of the Western Pacific)에 수록된 도판 I(Plate I)의 사진으로, 한 마을과 말리노프스키의 천막이 보인다.

1914년 6월, 말리노프스키는 런던을 떠나 오스트레일리아로 향했다. 이는 훗날 파푸아뉴기니가 되는 파푸아 지역으로 향하는 원정의 첫 단계였다.:333  이 원정은 영국과학진흥협회(British Association for the Advancement of Science, BAAS)의 후원으로 조직되었다.:333  말리노프스키는 당시 로버트 래널프 마렛(Robert Ranulph Marett)의 비서 자격으로 학회 참석을 주 목적으로 하여 반년 정도의 짧은 여행을 계획하고 있었으나, 곧 제1차 세계대전이 발발하면서 상황은 복잡해졌다. 그는 오스트리아-헝가리 제국의 시민이었기 때문에 영국과 적대국에 속했고, 억류될 위험이 있었다. 그럼에도 불구하고 그는 유럽으로 돌아가지 않기로 결정했고, 마렛과 앨프리드 코트 해든(Alfred Cort Haddon) 등의 동료들의 개입 덕분에 오스트레일리아 당국은 그가 그 지역에 머무는 것을 허락했고, 새로운 자금도 지원해주었다.:333:138:4–5:136
그의 첫 야외조사는 1914년 8월부터 1915년 3월까지 진행되었고, 이 기간 동안 그는 툴론 섬(메일루 섬)과 우드라크 섬에서 조사를 진행했다.:333  이 조사 결과는 1915년의 저서 『메일루의 원주민들』(The Natives of Mailu)에 기술되었다.:333  이후 그는 멜라네시아 지역의 트로브리안드 제도에서 조사를 이어갔다.:334  그는 이 시기 동안 두 번의 대규모 야외조사를 조직했으며, 각각 1915년 5월부터 1916년 5월, 1917년 10월부터 1918년 10월까지 이어졌고, 이 외에도 여러 짧은 답사도 병행했다.:334 이 시기에 그는 ‘쿨라 교환’이라 불리는 의례적 교환 시스템을 연구했고, 이는 오늘날 민족지학의 핵심 방법론으로 자리 잡은 참여관찰(participant observation)의 선구적인 사례가 되었다.:139 그의 조사에서 수집된 민속 유물들은 주로 영국박물관과 멜버른박물관에 소장되어 있다.:334조사 간의 휴식 기간 동안 그는 멜버른에 머물면서 연구를 정리하고 『트로브리안드 제도에서의 죽은 자의 영혼』(Baloma; the Spirits of the Dead in the Trobriand Islands) 등 새로운 논문들을 발표했다. 1916년 그는 과학박사(D.Sc.) 학위를 받았다.:333–334:138
1919년 말리노프스키는 유럽으로 돌아왔고, 먼저 테네리페에 1년 넘게 머문 후, 1920년에 영국으로, 1921년에는 런던으로 돌아왔다.:334:138  그는 런던정경대(LSE)에서 강사직을 수락했으며, 고국인 폴란드의 야기엘로니아대학교의 제안은 거절했다.:334  그 다음 해인 1922년, 그의 대표작이라 불리는 『서태평양의 항해자들』(Argonauts of the Western Pacific)이 출판되었다.:7:72 이후 그는 20년간 런던정경대를 유럽 인류학의 중심지로 성장시켰다. 1924년에는 부교수(reader)로 승진했고, 1927년에는 사회인류학 정교수 자리에 올랐다.:334 1930년 그는 폴란드 예술과학아카데미의 해외회원으로 선출되었으며,:334 1933년에는 네덜란드 왕립예술과학아카데미의 외국회원이 되었다. 1934년에는 동아프리카와 남아프리카를 여행하며 벰바족, 키쿠유족, 마라고리족, 마사이족, 스와지족 등을 연구했다.:334 1926년부터 1935년은 그의 경력 중 가장 생산적인 시기로, 이 시기에 다수의 논문과 저서를 발표했다.:334
말리노프스키는 미국에서도 간헐적으로 강의했으며, 처음으로 미국을 방문한 것은 1926년 홉피족을 연구하기 위해서였다.:334 제2차 세계대전 발발 당시 그는 미국에 있었고, 전쟁으로 인해 미국에 머물게 되었다.:334  그는 나치 독일을 문명에 대한 위협으로 간주하며 강하게 비판했고, 미국 시민들에게 중립을 포기할 것을 촉구했다. 그의 책들은 독일에서 금서가 되었다. 1941년에는 멕시코 오악사카에서 농민들을 상대로 야외조사를 수행했다.:335 그는 예일대학교에서 방문교수직을 맡아, 사망할 때까지 재직했다.:334  1942년 그는 미국에서 폴란드 예술과학협회를 공동 설립했고, 초대 회장을 맡았다.:335
그는 학문 외에도 대중 언론에서도 활발하게 활동했으며, 종교, 인종 관계, 민족주의, 전체주의, 전쟁, 피임 및 성교육 등 다양한 사회 이슈에 대해 논평했다. 그는 영국 사회위생협회, 매스 옵저베이션(Mass-Observation), 국제 아프리카 연구소(International African Institute)를 지지했다.
말리노프스키는 1942년 5월 16일, 오악사카에서 야외조사를 재개할 준비를 하던 중 코네티컷 주 뉴헤이븐에서 뇌졸중으로 사망했다. 향년 58세였다.:336  그의 유해는 뉴헤이븐의 에버그린 묘지에 안장되었다.:241

## 저작
말리노프스키의 연구는 1910년대 초반의 몇몇 저작을 제외하면 대부분 영어로 출판되었다.:333  그의 첫 번째 저서 『오스트레일리아 원주민들 사이의 가족』(The Family among the Australian Aborigines)은 1913년에 출판되었으며, 1909년부터 1911년 사이에 수집하고 집필한 자료에 기반하였다. 이 책은 당시 비평가들뿐 아니라 후대 학자들로부터도 호평을 받았다. 
1. ↑  Murdock, George Peter (1943년 7월 9일). “Bronislaw Malinowski”. 《American Anthropologist》 45 (3): 441–451. doi:10.1525/aa.1943.45.3.02a00090.
2. ↑  Calverton, Victor Francis; Schmalhausen, Samuel Daniel (2018년 4월 20일). 《Revival: The New Generation (1930): The Intimate Problems of Modern Parents and Children》 (영어). Routledge. ISBN 978-1-351-33882-0.
3. ↑  Armon, Witold (1974). 〈Bronisław Malinowski〉. 《Polish Biographical Dictionary (Polski słownik biograficzny)》 (폴란드어) 19. National Film Archive - Audiovisual Institute. 332–336쪽. 2021년 6월 22일에 원본 문서에서 보존된 문서. 2021년 7월 29일에 확인함.
4. ↑  Senft, Günter. 1997. Bronislaw Kasper Malinowski. in Verschueren, Ostman, Blommaert & Bulcaen (eds.) Handbook of Pragmatics Amsterdam/Philadelphia: John Benjamins
5. ↑  Armon, Witold (1974). 〈Bronisław Malinowski〉. 《Polish Biographical Dictionary (Polski słownik biograficzny)》 (폴란드어) 19. National Film Archive - Audiovisual Institute. 332–336쪽. 2021년 6월 22일에 원본 문서에서 보존된 문서. 2021년 7월 29일에 확인함.
6. ↑  Gaillard, Gerald (2004). 《The Routledge Dictionary of Anthropologists》 (영어). Routledge. ISBN 978-1-134-58580-9.
7. 1 2  Armon, Witold (1974). 〈Bronisław Malinowski〉. 《Polish Biographical Dictionary (Polski słownik biograficzny)》 (폴란드어) 19. National Film Archive - Audiovisual Institute. 332–336쪽. 2021년 6월 22일에 원본 문서에서 보존된 문서. 2021년 7월 29일에 확인함.
8. ↑  Gaillard, Gerald (2004). 《The Routledge Dictionary of Anthropologists》 (영어). Routledge. ISBN 978-1-134-58580-9.
9. 1 2  Armon, Witold (1974). 〈Bronisław Malinowski〉. 《Polish Biographical Dictionary (Polski słownik biograficzny)》 (폴란드어) 19. National Film Archive - Audiovisual Institute. 332–336쪽. 2021년 6월 22일에 원본 문서에서 보존된 문서. 2021년 7월 29일에 확인함.
10. ↑  Gaillard, Gerald (2004). 《The Routledge Dictionary of Anthropologists》 (영어). Routledge. ISBN 978-1-134-58580-9.
11. ↑  Boon, James A. (1982). 《Other Tribes, Other Scribes: Symbolic Anthropology in the Comparative Study of Cultures, Histories, Religions and Texts》 (영어). CUP Archive. ISBN 978-0-521-27197-4.
12. ↑  Gaillard, Gerald (2004). 《The Routledge Dictionary of Anthropologists》 (영어). Routledge. ISBN 978-1-134-58580-9.
13. ↑  Armon, Witold (1974). 〈Bronisław Malinowski〉. 《Polish Biographical Dictionary (Polski słownik biograficzny)》 (폴란드어) 19. National Film Archive - Audiovisual Institute. 332–336쪽. 2021년 6월 22일에 원본 문서에서 보존된 문서. 2021년 7월 29일에 확인함.
14. ↑  Kuklick, Henrika (2009년 2월 9일). 《New History of Anthropology》 (영어). John Wiley & Sons. ISBN 978-0-470-76621-7.
15. ↑  Young, Michael W. (2015), 〈Malinowski, Bronislaw (1884–1942)〉, 《The International Encyclopedia of Human Sexuality》 (영어), American Cancer Society, 721–817쪽, doi:10.1002/9781118896877.wbiehs279, ISBN 978-1-118-89687-7
16. ↑  Murdock, George Peter (1943년 7월 9일). “Bronislaw Malinowski”. 《American Anthropologist》 45 (3): 441–451. doi:10.1525/aa.1943.45.3.02a00090.
17. ↑  Thornton, Robert J.; Skalnik, Peter (2006년 6월 1일). 《The Early Writings of Bronislaw Malinowski》 (영어). Cambridge University Press. ISBN 978-0-521-02646-8.
18. ↑  Armon, Witold (1974). 〈Bronisław Malinowski〉. 《Polish Biographical Dictionary (Polski słownik biograficzny)》 (폴란드어) 19. National Film Archive - Audiovisual Institute. 332–336쪽. 2021년 6월 22일에 원본 문서에서 보존된 문서. 2021년 7월 29일에 확인함.
19. 1 2 3  Armon, Witold (1974). 〈Bronisław Malinowski〉. 《Polish Biographical Dictionary (Polski słownik biograficzny)》 (폴란드어) 19. National Film Archive - Audiovisual Institute. 332–336쪽. 2021년 6월 22일에 원본 문서에서 보존된 문서. 2021년 7월 29일에 확인함.
20. ↑  Gaillard, Gerald (2004). 《The Routledge Dictionary of Anthropologists》 (영어). Routledge. ISBN 978-1-134-58580-9.
21. ↑  Malinowski, Bronislaw (November 2001). 《Malinowski Among the Magi: The Natives of Mailu》 (영어). Psychology Press. ISBN 978-0-415-26244-6.
22. ↑  Moore, Jerry D. (2008년 7월 25일). 《Visions of Culture: An Introduction to Anthropological Theories and Theorists》 (영어). Rowman Altamira. ISBN 978-0-7591-1239-1.
23. 1 2 3 4  Armon, Witold (1974). 〈Bronisław Malinowski〉. 《Polish Biographical Dictionary (Polski słownik biograficzny)》 (폴란드어) 19. National Film Archive - Audiovisual Institute. 332–336쪽. 2021년 6월 22일에 원본 문서에서 보존된 문서. 2021년 7월 29일에 확인함.
24. 1 2  Gaillard, Gerald (2004). 《The Routledge Dictionary of Anthropologists》 (영어). Routledge. ISBN 978-1-134-58580-9.
25. 1 2  Armon, Witold (1974). 〈Bronisław Malinowski〉. 《Polish Biographical Dictionary (Polski słownik biograficzny)》 (폴란드어) 19. National Film Archive - Audiovisual Institute. 332–336쪽. 2021년 6월 22일에 원본 문서에서 보존된 문서. 2021년 7월 29일에 확인함.
26. 1 2 3  Armon, Witold (1974). 〈Bronisław Malinowski〉. 《Polish Biographical Dictionary (Polski słownik biograficzny)》 (폴란드어) 19. National Film Archive - Audiovisual Institute. 332–336쪽. 2021년 6월 22일에 원본 문서에서 보존된 문서. 2021년 7월 29일에 확인함.
27. ↑  Gaillard, Gerald (2004). 《The Routledge Dictionary of Anthropologists》 (영어). Routledge. ISBN 978-1-134-58580-9.
28. 1 2  Young, Michael W. (2015), 〈Malinowski, Bronislaw (1884–1942)〉, 《The International Encyclopedia of Human Sexuality》 (영어), American Cancer Society, 721–817쪽, doi:10.1002/9781118896877.wbiehs279, ISBN 978-1-118-89687-7
29. ↑  Senft, Günter. 1997. Bronislaw Kasper Malinowski. in Verschueren, Ostman, Blommaert & Bulcaen (eds.) Handbook of Pragmatics Amsterdam/Philadelphia: John Benjamins
30. ↑  Malinowski, Bronislaw; Young, Michael W.; Beran, Harry (2016). “Malinowski on Primitive Art: 'Art Notes and Suggestions' of 1921”. 《Pacific Arts》 16 (1): 5–8. ISSN 1018-4252. JSTOR 26788775.
31. ↑  Senft, Gunter (2010년 7월 19일). 《The Trobriand Islanders' Ways of Speaking》 (영어). Walter de Gruyter. ISBN 978-3-11-022799-4.
32. ↑  Weston, Gavin; Djohari, Natalie (2020년 5월 11일). 《Anthropological Controversies: The "Crimes" and Misdemeanors that Shaped a Discipline》 (영어). Routledge. ISBN 978-0-429-86120-8.
33. 1 2 3  Armon, Witold (1974). 〈Bronisław Malinowski〉. 《Polish Biographical Dictionary (Polski słownik biograficzny)》 (폴란드어) 19. National Film Archive - Audiovisual Institute. 332–336쪽. 2021년 6월 22일에 원본 문서에서 보존된 문서. 2021년 7월 29일에 확인함.
34. ↑  “B.K. Malinowski (1884–1942)”. Royal Netherlands Academy of Arts and Sciences. 2015년 7월 19일에 확인함.
35. ↑  Young, Michael W. (2015), 〈Malinowski, Bronislaw (1884–1942)〉, 《The International Encyclopedia of Human Sexuality》 (영어), American Cancer Society, 721–817쪽, doi:10.1002/9781118896877.wbiehs279, ISBN 978-1-118-89687-7
36. 1 2  Armon, Witold (1974). 〈Bronisław Malinowski〉. 《Polish Biographical Dictionary (Polski słownik biograficzny)》 (폴란드어) 19. National Film Archive - Audiovisual Institute. 332–336쪽. 2021년 6월 22일에 원본 문서에서 보존된 문서. 2021년 7월 29일에 확인함.
37. ↑  Cipriani, Roberto (2007년 2월 15일), 〈Malinowski, Bronislaw K.(1884–1942)〉,   Ritzer, George; Weiler, Bernd, 《The Blackwell Encyclopedia of Sociology》 (영어), Oxford, UK: John Wiley & Sons, Ltd, doi:10.1002/9781405165518.wbeosm007, ISBN 978-1-4051-2433-1, 2023년 1월 13일에 확인함
38. ↑  Young, Michael W. (2015), 〈Malinowski, Bronislaw (1884–1942)〉, 《The International Encyclopedia of Human Sexuality》 (영어), American Cancer Society, 721–817쪽, doi:10.1002/9781118896877.wbiehs279, ISBN 978-1-118-89687-7
39. ↑  Srivastava, Vinay Kumar (March 1985). “Malinowski on Freedom & Civilization”. 《Sociological Bulletin》 (영어) 34 (1–2): 148–182. doi:10.1177/0038022919850107. ISSN 0038-0229. S2CID 171728097.
40. 1 2 3  Armon, Witold (1974). 〈Bronisław Malinowski〉. 《Polish Biographical Dictionary (Polski słownik biograficzny)》 (폴란드어) 19. National Film Archive - Audiovisual Institute. 332–336쪽. 2021년 6월 22일에 원본 문서에서 보존된 문서. 2021년 7월 29일에 확인함.
41. ↑  Young, Michael W. (2015), 〈Malinowski, Bronislaw (1884–1942)〉, 《The International Encyclopedia of Human Sexuality》 (영어), American Cancer Society, 721–817쪽, doi:10.1002/9781118896877.wbiehs279, ISBN 978-1-118-89687-7
42. ↑  Armon, Witold (1974). 〈Bronisław Malinowski〉. 《Polish Biographical Dictionary (Polski słownik biograficzny)》 (폴란드어) 19. National Film Archive - Audiovisual Institute. 332–336쪽. 2021년 6월 22일에 원본 문서에서 보존된 문서. 2021년 7월 29일에 확인함.
43. ↑  Wayne, Helena (1995). 《The Story of a Marriage: The Letters of Bronisław Malinowski and Elsie Masson》. London: Routledge.
44. ↑  Armon, Witold (1974). 〈Bronisław Malinowski〉. 《Polish Biographical Dictionary (Polski słownik biograficzny)》 (폴란드어) 19. National Film Archive - Audiovisual Institute. 332–336쪽. 2021년 6월 22일에 원본 문서에서 보존된 문서. 2021년 7월 29일에 확인함.

1. ↑  Probably "The Economic Aspect of the Intichiuma Ceremonies". He had already in 1910 published a book review in English in Man, the journal of the Royal Anthropological Institute, and another there in 1911.[16] For more on Malinowski's early writings, see The Early Writings of Bronislaw Malinowski (1993, 2006) by Robert J. Thornton and Peter Skalnik.[17]